# Kölked
Kölked là một thị trấn thuộc hạt Baranya, Hungary. Thị trấn này có diện tích 61,94 km², dân số năm 2010 là 1080 người, mật độ 17 người/km².